# Sefarvaim
Sefarvaim - a fost o cetate cucerită de un rege al Asiriei, probabil Sargon II .
Cei din Sefarvaim își ardeau copiii în foc în cinstea lui Adramelec și Anamelec, dumnezeii din Sefarvaim .